# Copernicia macroglossa
Genre
Espèce
Classification APG III (2009)
Synonymes
- Copernicia torreana León (1931)

Copernicia macroglossa est une espèce de plantes à fleurs de la famille des Arecaceae (les palmiers) endémique de l'ouest et du centre de Cuba.

## Origine
Copernicia macroglossa est un palmier endémique de Cuba qui prospère sur des sols pauvres, en serpentine, de la plupart des provinces cubaines telles que celle de La Habana, Las Villas et Pinar del Rio. [3] 
Cependant, ce palmier a été cultivé avec succès dans certaines régions d'Amérique centrale , dans certaines îles des Caraïbes et en Asie du Sud-Est. [5] 

## Principales caractéristiques
Copernicia macroglossa (également connu sous le nom de palmier jupon ou de 'Jata de Guanabacoa') tire son nom scientifique du célèbre astronome Nicolas Copernic qui a proposé que le soleil soit au centre de l'univers il y a plusieurs siècles. La proposition de Nicolas Copernic s’adapte parfaitement à la plante puisque celle-ci est devenue le centre d’attention de nombreux jardiniers du monde entier pour son magnifique "jupon" et sa structure majestueuse. [4] 
L'épithète macroglossa vient du grec  μακρος, macro = "long" et γλωσσα, glossa = "langue". 
On sait que la plante pousse sur des sols pauvres qui ne contiennent que très peu des éléments nutritifs nécessaires. Les populations naturelles se trouvent uniquement dans les sols en  serpentine de Cuba. [9] 
Ce palmier est extrêmement tolérant à la sécheresse et se développe mieux au soleil ,en pleine  lumière , avec une chaleur brûlante et dans des conditions humides. 
Il a un seul stipe qui peut atteindre 20 cm de diamètre et une dizaine de mètres de haut. Ce palmier a des feuilles sessiles droites , et sans pétioles, en forme d'éventail qui se développent, vers le haut, en spirale le long du stipe avec une structure en forme de couronne spiralée et fermée comme un entonnoir. 

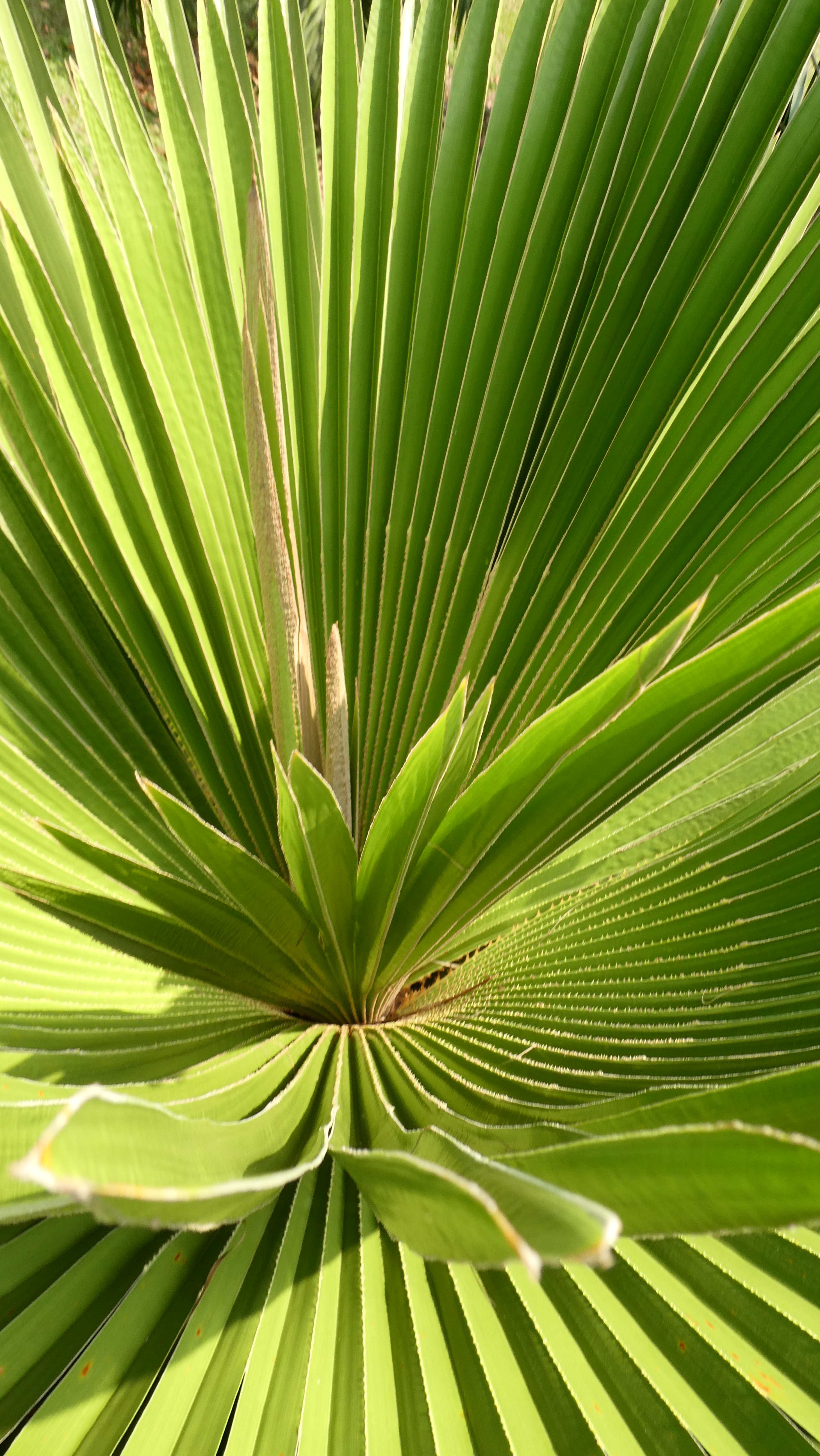
vue intérieure de la couronne du Copernicia macroglossa.

Les anciennes feuilles sont marcescentes, elles se recourbent une fois desséchées et restent accrochées le long du stipe, formant un véritable jupon, qui recouvre la plante jusqu'au sol. Une fonction de ce jupon semble être de protéger le pied du dessèchement.  Quant à la couronne spiralée en entonnoir, elle fait office de pourrissoir, la récolte de débris végétaux dans son centre constitue un terreau améliorant grandement son environnement très pauvre.    
Copernicia macroglossa est un palmier monoïque aux fleurs hermaphrodites. Les inflorescences, peu ramifiées, sont recouvertes d'un tomentum brun, elles apparaissent entre les feuilles. Les fleurs blanches sont suivies par des fruits noirs de deux centimètres de forme ovale a ronde. [3] 

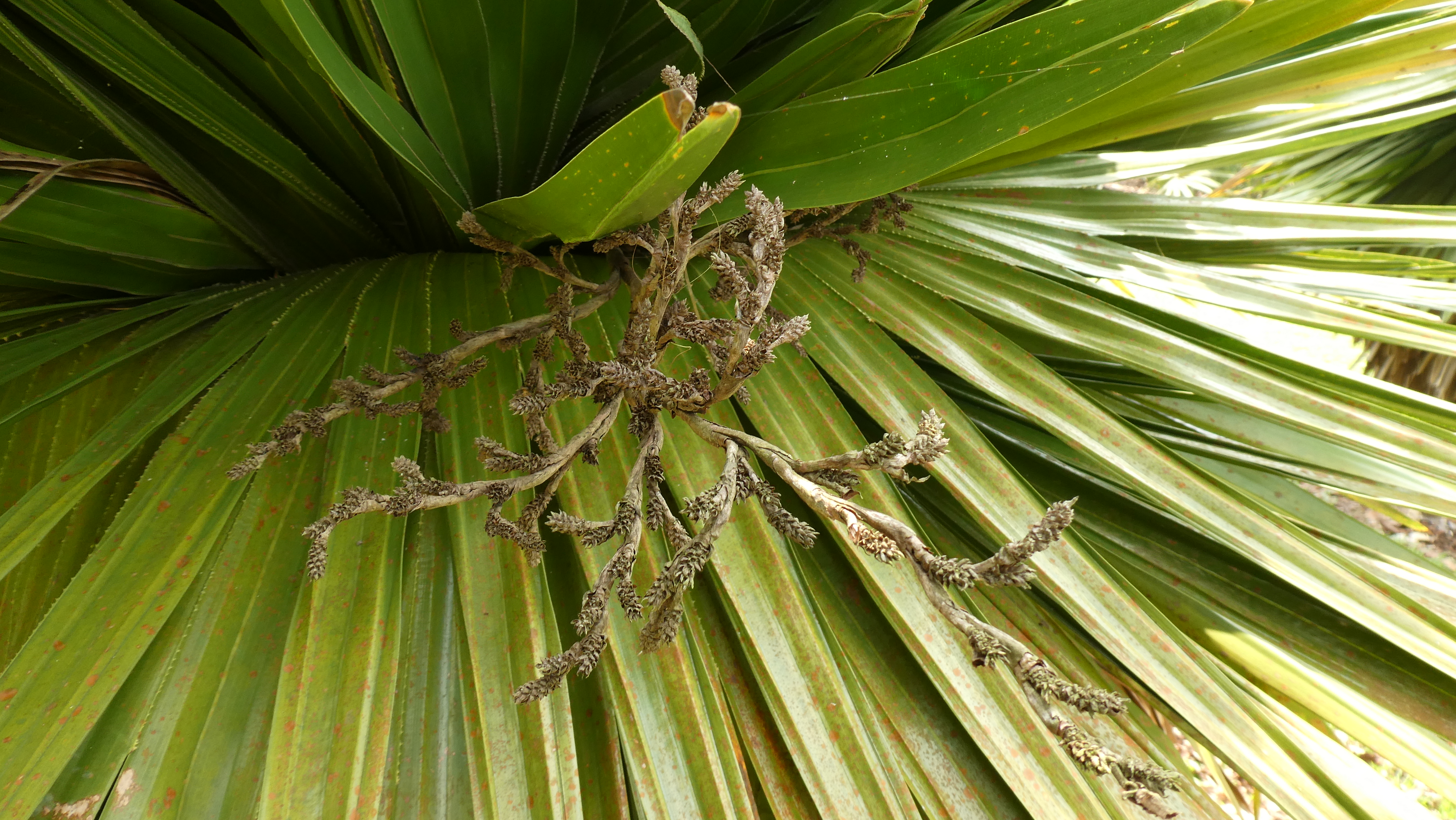
Inflorescence du Copernicia macroglossa.

## Écologie
À la fin de l'été, les petits fruits mûrissent en une couleur noir foncé qui attire de nombreux oiseaux et chauves-souris qui jouent un rôle primordial dans la dispersion des graines de palmiers. [9] 
On a observé que des chauves-souris et des oiseaux visitaient le bas du jupon avant la maturation des fruits, mais les raisons scientifiques en sont toujours inconnues. La plante peut avoir une pollinisation croisée avec des pollinisateurs tels que les insectes et le vent. [9] 

## Culture et utilisations humaines
Cette plante est recherchée par de nombreux jardiniers pour les propriétés esthétiques fournies par son jupon unique. De plus, la luminosité des feuilles et les espaces entre elles fournissent une incroyable réflexion de la lumière qui ajoute à sa beauté. [6] 
Elle peut pousser dans les espaces tropicaux et subtropicaux ouverts avec des sols bien drainés où elle peut recevoir le plein soleil. Dans les zones subtropicales sujettes au gel, la plante peut être endommagée en raison de sa faible tolérance au froid. De plus, la croissance de la plante est relativement lente, ce qui peut constituer un défi pour de nombreux jardiniers et cultivateurs. [7]   
Si l’espèce peut supporter un substrat pauvre et relativement sec, elle est beaucoup plus belle sur un sol riche et bien arrosé, où sa croissance sera plus rapide.